# Bombyx ocularis
Bombyx ocularis är en fjärilsart som beskrevs av Lucas 1895. Bombyx ocularis ingår i släktet Bombyx och familjen silkesspinnare. Inga underarter finns listade i Catalogue of Life.